# هلن وان دانگن
هلن وان دانگن (۱۹۰۹–۲۰۰۸) تدوین‌گر هلندی بود.

## فیلم‌شناسی
1. پل (۱۹۲۸)
2. باران (۱۹۲۹)
3. ما داریم می‌سازیم (۱۹۲۹)
4. سمفونی صنعتی (۱۹۳۱)
5. زمین جدید (۱۹۳۴)
6. بوریناژ (۱۹۳۴)
7. نبرد (۱۹۳۵)
8. خاک اسپانیا (۱۹۳۷)
9. چهارصد میلیون چینی (۱۹۳۹)
10. قدرت و زمین (۱۹۴۰)
11. زمین (۱۹۴۲)
12. روسیه در جنگ (۱۹۴۲)
13. اخبتر انتقادی شماره ۲ (۱۹۴۵)
14. هدیه سبز (۱۹۴۶)
15. حقوق بشر (۱۹۵۰)
16. داستان لوئیزیانا (۱۹۵۱)